# 二茂锇
二茂锇是有机锇化合物，呈白色固体，是茂金属，化学式Os(C5H5)2。

## 制备
二茂锇可作爲商品購買，亦能以四氧化锇与氢溴酸反应，然后同锌與环戊二烯反应来制备。
二茂锇由恩斯特·奥托·菲舍尔和海因里希·格莱姆伯特首次制备。他们的制备方法是使四氯化锇和过量的环戊二烯钠在乙二醇二甲醚中反应，其中二氯化锇可能是原位形成的中间体。环戊二烯基溴化镁可与四氯化锇反应，生成二茂锇，但产率较低。

## 性质
二茂锇是白色固体。分子结构的特征是锇离子夹在两个茂基之间。它与较轻的同系物二茂钌同构，均以重叠的构象结晶。这与二茂铁相反，后者的环错位。
与二茂铁和二茂钌相比，二茂锇对亲电子芳香族取代反应的活性较低，但它最容易与路易斯酸反应，形成加合物。
二茂锇阳离子[Os(C5H5)2]+会二聚，形成含有Os-Os键的二聚体。相较来说，十甲基二茂锇阳离子[Os(C5(CH3)5)2]+单体稳定。

## 用处
2009年，霍斯特·孔克里和阿恩德·弗格勒的报告表明以二茂锇爲催化剂可能實現光催化水分解。